# Hein Blocks
Hendrikus Gijsbertus Maria (Hein) Blocks (Amsterdam, 15 augustus 1945) is adviseur/bestuurder en een voormalig directeur van de Nederlandse Vereniging van Banken. Hij studeerde econometrie aan de Universiteit van Amsterdam en was onder andere werkzaam bij Utermöhlen & Co, Philips, ABN AMRO en Generale Bank Nederland N.V. 
Hein Blocks is thans voorzitter van de Stichting Vluchtelingenwerk Amstel tot Zaan, van de Stg Vrienden van de Hermitage en van Stg Administratiekantoor SAK2 (KLM), commissaris bij Westland Utrecht Bank, Woningbouwvereniging Stadgenoot, Welten Groep en Davinci, bestuurder van de Stg Geschillencommissies Consumentenzaken en het Prinses Beatrix Fonds, lid Raad van Toezicht Spieren voor Spieren, lid van de Raad van Advies van het College Bescherming Persoonsgegevens en van Heitma Holding en lid van de ledenraad van Ajax, van 2001-2005 als penningmeester. In laatstgenoemde rol volgde hij Arie van Os op. In het verleden vervulde hij veel andere nevenfuncties op financieel, maatschappelijk en sportgebied.